# Cirsium maritimum
Cirsium maritimum là một loài thực vật có hoa trong họ Cúc. Loài này được Makino mô tả khoa học đầu tiên năm 1910.